# Ricardo Soberón Garrido
Pour les articles homonymes, voir Soberón et Garrido.
Ricardo Soberón (nom complet Ricardo Antonio Soberón Garrido) est un avocat péruvien, militant des droits de l'homme et nommé en août 2011 par le président Ollanta Humala à la tête de la DEVIDA (Comisión Nacional para el Desarrollo y Vida sin Drogas, Commission nationale pour le développement et la vie sans drogues). À ce titre, il a rang de ministre d'État . Soberón avait été un critique important du précédent gouvernement d'Alan García.

## Biographie
Avocat et diplômé d'un master en relations internationales du Peace Studies Department de l'Université de Bradford (Angleterre). 
Il est également membre du Transnational Institute, ONG pour laquelle il rédigea des analyses sur la politique en matière de stupéfiants . Il est également fondateur et directeur du Centro de Investigación “Drogas y Derechos Humanos à Lima. À cet égard, il est très critique vis-à-vis de la politique d'éradication de la coca (en) menée par les États-Unis, considérant que malgré celle-ci, les cultures illégales de coca ne cessent d'augmenter au Pérou. Sa nomination à la tête de la DEVIDA, où il est chargé, entre autres, de la lutte contre le trafic de stupéfiants, sonne ainsi comme un coup de tonnerre .